# Born Senf & Feinkost

Logo 2010

Die Born Senf & Feinkost GmbH ist ein Nahrungsmittelhersteller aus Erfurt. Bekannt ist er vor allem für seinen Senf, der in Thüringen traditionell zur Bratwurst gereicht wird.

## Geschichte

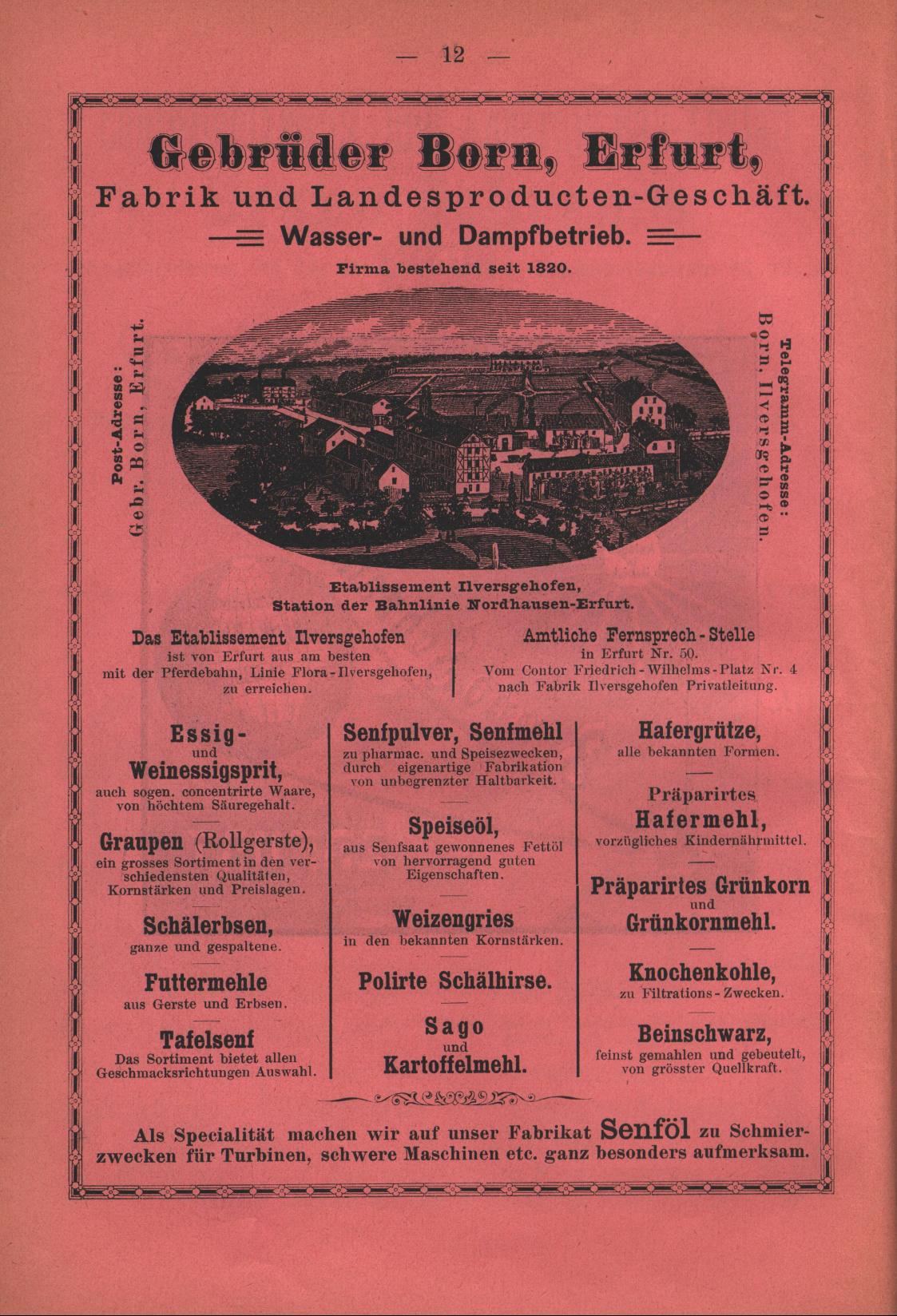
Gebrüder Born, Werbung im Adressbuch für Erfurt von 1893

Im Jahr 1820 gründeten die Brüder Wilhelm und Louis Born in Erfurt-Ilversgehofen eine Fabrik, die Senf, Essig und andere Lebensmittel produzierte. Das Unternehmen blieb bis in die 1970er-Jahre in Familienbesitz, bevor es von der DDR-Regierung verstaatlicht wurde. Seit 1990 wird es wieder privat geführt. 2002 verkaufte der börsennotierte Wiener Nahrungsmittelkonzern Mautner Markhof sein Kerngeschäft an das Unterhachinger Unternehmen Develey Senf & Feinkost; neben dem österreichischen Senfhersteller Mautner Markhof Feinkost und dem oberösterreichischen Essighersteller Pickfein gehörte dazu eine 100%ige Beteiligung an Born Senf & Feinkost.
Born ist rechtlich eine Gesellschaft mit beschränkter Haftung und operiert mit eigenständigem Vertrieb und Marketing vollkommen selbstständig am Markt. Verwaltungssitz ist Amt Wachsenburg. Bis 1993 wurde Born-Senf in Erfurt produziert und Ketchup in Bad Langensalza. 1993 wurde Bad Langensalza alleiniger Produktionsstandort. 2016 erfolgte der erste Spatenstich für einen neuen Produktionsstandort im Gewerbegebiet Erfurter Kreuz zwischen Erfurt und Arnstadt.

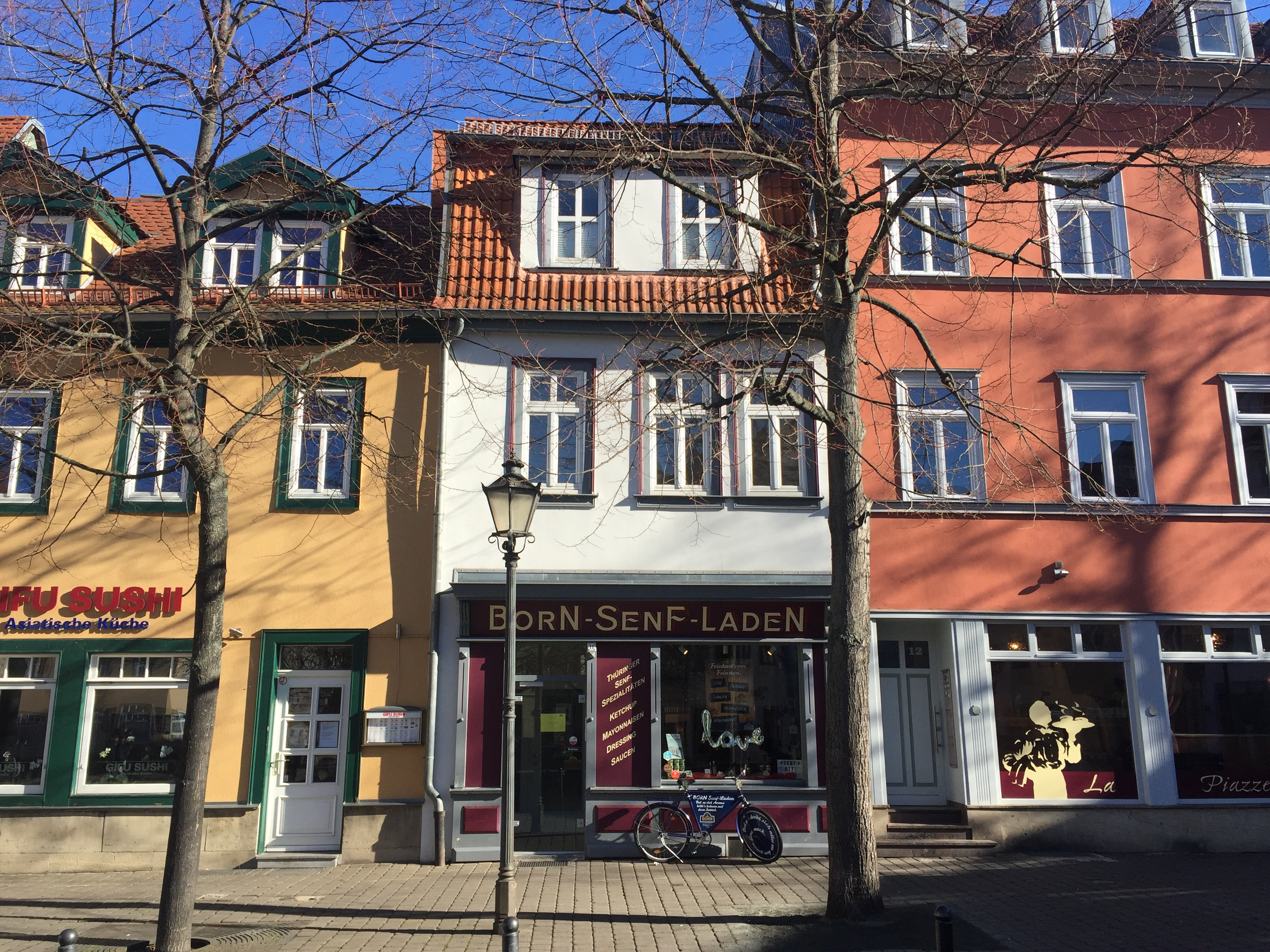
Born Senf-Laden Wenigemarkt 11 in Erfurt im Frühjahr 2019

Seit den 2010er Jahren betreibt Born am Wenigemarkt 11 in der Erfurter Altstadt einen Senfladen mit Verkostungstheke.

## Produkte
Neben verschiedenen Senfsorten stellt das Unternehmen auch Ketchup, Essig, Meerrettichcreme, Mayonnaise sowie verschiedene Salatdressings und Soßen her. Senf und Ketchup haben in Thüringen einen hohen Marktanteil. Alle Produkte werden bundesweit gehandelt.
Typisch für den Senf dieser Firma ist, dass er relativ wenig Kurkuma enthält, was sowohl die Farbe als auch den Geschmack beeinflusst.